# Facoltà universitarie Sint-Ignatius Anversa
L'Ufsia (Facoltà universitarie Sint-Ignatius Anversa) è stata un'università in Belgio esistita dal 1965 al 2003. Nel 2003 proseguì la sua attività nell'Università di Anversa.

## Storia
L'Ufsia fu fondata nel 1965 dalla trasformazione del Sint-Ihgnatius Handelshogeschool in un'università.
Nel 1852 i padri della Compagnia di Gesù (meglio noti come gesuiti) fondarono l'Istituto Sant'Ignazio, che offrì un'istruzione secondaria. Nel 1902, il commercio con l'istruzione superiore fu avviato sotto il nome di École supérieure de Commerce. Successivamente, l'istituto si espanse fino a divenire il Sint-Ignatius Handelshogeschool, che fu ampliato nel 1959 con le facoltà di Filosofia e Lettere (compresa Giurisprudenza) e Scienze politiche e Sociali. Dal 1965 vennero assegnati i diplomi "universitari". In precedenza, gli esami dovevano essere sostenuti presso la giuria degli esami centrali a Bruxelles. Poiché i corsi delle facoltà di filosofia e letteratura venivano insegnati solo a livello di candidature, i programmi erano orientati a proseguire gli studi a livello di licenza presso la Katholieke Universiteit Leuven. Inoltre, questa istituzione ha lavorato a stretto contatto, ad esempio attraverso lo scambio di professori. A causa di questa "distribuzione delle candidature" si voleva ridurre l'arretratezza che esisteva nelle Fiandre nel campo dell'educazione universitaria e democratizzare l'istruzione.
Dal 1979 al 2003 l'Ufsia, insieme alla RUCA e all'UIA, costituì l'Università di Anversa, una confederazione delle tre istituzioni universitarie di Anversa.
Il 1º ottobre 2003, le tre istituzioni universitarie sono state fuse per formare l'Università di Anversa. Gli edifici del campus dell'Ufsia furono poi ribattezzati City Campus.
I membri della Società di Gesù e dell'ex UFSIA hanno istituito un nuovo centro accademico che continua la tradizione dell'Ufsia, senza essere un'università stessa: il Centro universitario Sint-Ignatius Anversa (UCSIA vzw). È un'organizzazione no-profit indipendente fondata con lo scopo di continuare la tradizione nella regione di Anversa di un progetto dell'Università gesuita che si concentra su temi che danno un significato speciale alla visione cristiana della vita e in questo modo alla fede e alla cultura e contribuisce a una società più giusta.
L'Ufsia derivò il suo nome da Ignazio di Loyola, il fondatore dell'ordine dei Gesuiti.